# 赤松則房
赤松 則房（あかまつ のりふさ）は、安土桃山時代の武将。赤松氏13代当主。

## 略歴
戦国時代には衰退した赤松氏であったが、則房は旧守護としての権威を利用し、播磨国においていまだ一定の影響力を保持していたと伝わる。織田信長の命を受けた羽柴秀吉率いる中国方面軍が侵攻して来ると降伏し、秀吉の家臣となった。
天正11年（1583年）には賤ヶ岳の戦いに参陣した。以後も小牧・長久手の戦いや四国攻め、朝鮮出兵に参陣し、秀吉から播磨置塩と阿波国住吉・住吉城にそれぞれ1万石を与えられた。置塩領は没収され、阿波1万石のみとする説もある。
天正16年（1588年）、賀島政慶（阿波蜂須賀家家老）を養子に迎える。慶長3年（1598年）、死去。
子・則英の死後、子孫は高野山赤松院の住職や筑前国福岡藩黒田氏の家臣になるなどした。

## 逸話
古くからの名門ということもあり、秀吉から置塩殿と呼ばれていたなど他の降った配下大名に比べ一目置かれていた。ただし、派手な参陣記録とは裏腹に資料が少なく、そのことから様々な憶測も呼び、小説などで取り上げられた例もある。領地である阿波住吉での活動も史料が乏しい。子・則英と同一人物とする説もある。
阿波の福成寺（住吉神社別当）には、則房の供養塔と伝えられる大五輪が置かれる。

## 系譜
- 父：赤松義祐（1537-1576）
- 母：不詳
- 室：不詳
  - 男子：赤松広範 - 左兵衛
  - 男子：赤松則英（?-1600）
- 養子
  - 男子：賀島政慶（1572-1628） - 賀島長昌の子。後に徳島藩家老

## 小説
- 伊藤信夫『幻の水軍―赤松一族の消散』　作品社、1997年4月。